# Morschansk
Morschansk (russisch Моршанск) ist eine Stadt in Russland. Sie liegt am Fluss Zna in der Oblast Tambow rund 90 Kilometer nördlich der Gebietshauptstadt Tambow und ist mit 41.556 Einwohnern (Stand 14. Oktober 2010) die viertgrößte Stadt der Oblast.

## Geschichte
Wann die ersten Siedlungen an der Stelle der heutigen Stadt Morschansk entstanden waren, ist nicht bekannt. Nach Überlieferungen existierte dort aber bereits im 16. Jahrhundert eine Siedlung namens Morscha. 
Bis in das 18. Jahrhundert hinein entwickelte sich die Siedlung zu einem bedeutenden Handelsplatz für Getreide und zahlreiche weitere landwirtschaftliche Güter, was ihrer Lage an dem ab hier schiffbaren Fluss Zna zu verdanken war, der via Mokscha und Oka in die Wolga fließt. 
Bedingt durch die wirtschaftliche Bedeutung der Siedlung erhielt diese im Jahr 1779 per Dekret Katharina der Großen Stadtrechte. Neben dem Handel entwickelte sich in Morschansk die Tabak- und die Textilindustrie, die beide das wirtschaftliche Leben der Stadt bis heute prägen.
In der Stadt bestand das Kriegsgefangenenlager 64 für deutsche Kriegsgefangene des Zweiten Weltkriegs. Schwer Erkrankte wurden im Kriegsgefangenenhospital 2022 versorgt. 

### Bevölkerungsentwicklung
| Jahr | Einwohner |
| ---- | --------- |
| 1897 | 26.458    |
| 1926 | 27.796    |
| 1939 | 35.193    |
| 1959 | 40.924    |
| 1970 | 44.245    |
| 1979 | 47.655    |
| 1989 | 50.055    |
| 2002 | 44.486    |
| 2010 | 41.556    |

Anmerkung: Volkszählungsdaten

## Architektur

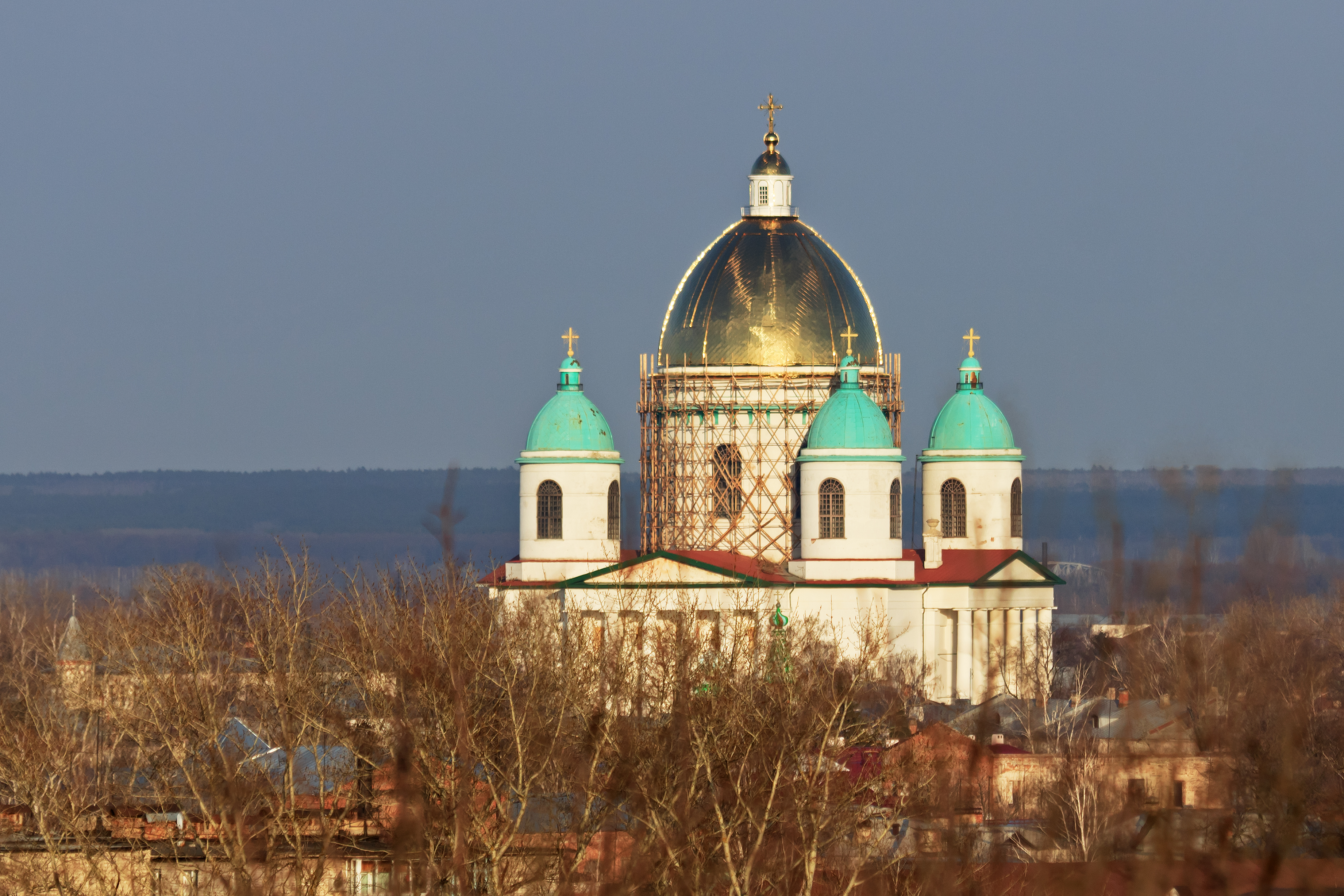
Dreifaltigkeitskathedrale

Zu den markantesten Gebäuden der Stadt Morschansk zählt die russisch-orthodoxe Dreifaltigkeitskathedrale (russ. Троицкий собор) nach dem Vorbild der Sankt Petersburger Dreifaltigkeitskathedrale von Wassili Stassow. 
Der Bau der Morschansker Dreifaltigkeitskathedrale dauerte über 20 Jahre, bevor sie im Jahre 1857 eingeweiht werden konnte. Die Kathedrale, die äußerlich an ihr Petersburger Pendant erinnert, ist bis heute eines der größten Gebäude der Stadt. Nach der Oktoberrevolution wurde die Kirche von den Bolschewiki ausgeraubt und zu einem Lebensmittellager umfunktioniert. 
1978 begann man mit der Sanierung des Gebäudes, die jedoch zehn Jahre später durch ein Feuer wieder zunichtegemacht wurde. 1990 schließlich erhielt die Russisch-Orthodoxe Kirche die Kathedrale zurück, woraufhin sie erneut hergerichtet wurde und heute wieder als Gotteshaus dient.

## Söhne und Töchter der Stadt
- Boris von Vietinghoff-Scheel (1829–1901), Komponist
- Jewgeni Lansere (1848–1886), Bildhauer
- Alexander Michailow (1888–1983), Astronom
- Wsewolod Bobrow (1922–1979), Fußball- und Eishockeyspieler
- Wladimir Ruschailo (* 1953), Politiker
- Olga Kusnezowa (* 1967), Mittelstreckenläuferin
- Jelena Ljadowa (* 1980), Theater- und Filmschauspielerin